# Chris Fronzak

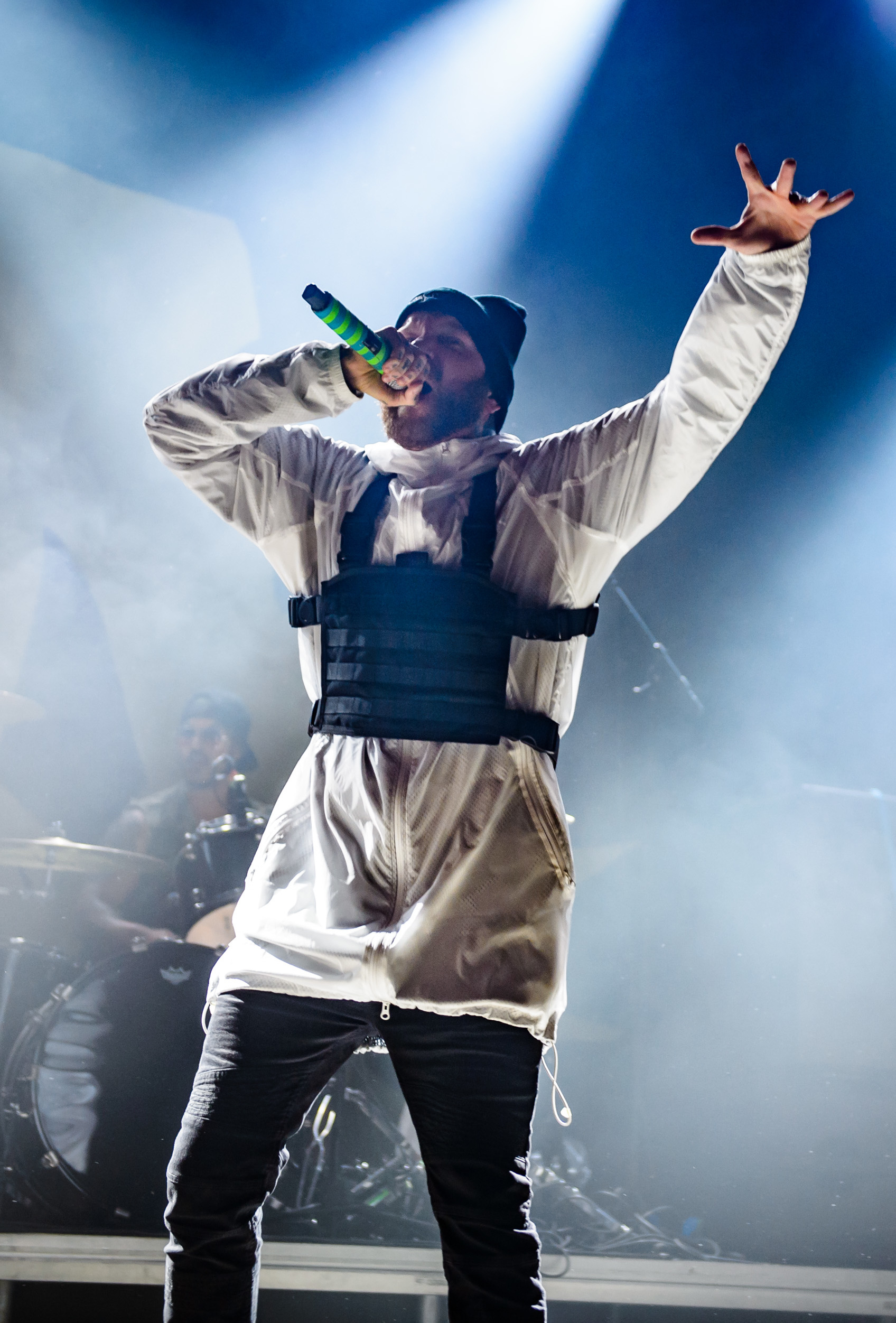
Fronzak bei einem Konzert in Oberhausen, 2018

Chris Fronzak, auch bekannt unter den Pseudonymen Fronz bzw. Fronzilla (* 20. November 1989 in Florida), ist ein US-amerikanischer Musiker und Besitzer seines eigenen Musiklabels. Er ist Sänger der Deathcore-Band Attila, Gründer des Modelabels Stay Sick sowie der gleichnamigen Plattenfirma, welches als Tochterunternehmen von Artery Recordings fungiert. Im Jahr 2015 veröffentlichte er unter dem Pseudonym Fronzilla sein Solo-Debütalbum mit dem Namen Party People’s Anthem, das dem Rap zuzuordnen ist.

## Privates
Mit seiner langjährigen Freundin hat Fronzak zwei gemeinsame Söhne.

## Karriere

### Mit Attila
Fronzak gründete im Alter von 14 Jahren die Deathcore-Band Attila, mit welcher er bisher acht Studioalben veröffentlicht hat. Das 2013 erschienene fünfte Studioalbum About That Life stieg auf Platz 22 in den US-Albumcharts ein, was bis heute die höchste Chartnotierung der Band darstellt.
Mit der Band tourte er mehrfach durch Australien, Europa und Nordamerika. Dabei stand er mit Szenegrößen wie Suicide Silence, Memphis May Fire, Asking Alexandria, Chelsea Grin, Emmure und Like Moths to Flames auf der Bühne. Zudem bespielte er gemeinsam mit seiner Band in den Jahren 2013 und 2014 jeweils die komplette Warped Tour.
Im Januar 2011 musste die Gruppe sämtliche Auftritte der Allstars Tour in Kanada absagen, da die Regierung des Landes Fronzak die Einreise verweigerte. Er ist der Erfinder der SPUR-Handyapp.

### Solo
Im Dezember 2013 gab Fronzak bekannt, alleine das Studio bezogen zu haben, um an seinem Debütalbum zu arbeiten. Dieses heißt Party People´s Anthem und wurde im Jahr 2015 über Artery Recordings veröffentlicht. Das Album schaffte nicht den Sprung in die US-Albumcharts, dafür landete es auf Platz 1 der Heatseeker Charts und verpasste nur knapp den Einstieg in die Top Ten der offiziellen US-Hip-Hop-Charts.
Um für sein Album zu werben, tourte er zwischen dem 17. September und 10. Oktober 2015 durch die Vereinigten Staaten. Als Vorbands traten Palisades, It Lives, It Breathes und Whitney Peyton auf.

### Stay Sick
Im Juli des Jahres 2014 startete Fronz sein Musiklabel, das er Stay Sick Recordings genannt hat. Es ist ein Tochterunternehmen von Artery Recordings. Die erste Band, die bei Stay Sick unterkam, ist die Pop-Punk-Band Old Again. Er ist zudem Gründer des Bekleidungsunternehmens Stay Sick Clothing.
Im Dezember 2018 wurde bekannt, dass Fronzak das Punklabel Eulogy Recordings aufgekauft hat.

### Bone Crew
Im Jahr 2018 startete Nebenprojekt Bone Crew welches musikalisch Metal und Trap miteinander vermischt. Eine nach dem Projekt benannte Extended Play erschien noch im August des Gründungsjahres über Fronzaks eigenem Label Stay Sick.

## Kontroversen

### Vorwürfe der Homophobie
Buddy Nielsen, Sänger der Band Senses Fail, warf Fronzaks Band Attila im Jahr 2014 Homophobie vor. Grund war das Lied Proving Grounds, welches laut Nielsen die LGBTQ-Gemeinde beleidige. Auf die Vorwürfe entgegnete Fronzak: „Wenn du denkst, dass ich homophob bin, bist du entweder ein Idiot oder Mitglied einer inzwischen komplett belanglosen Band.“ Beide Gruppen tourten gemeinsam im Rahmen der Warped Tour im darauffolgenden Jahr. Fronzak bezichtigte Nielsen, einen Zettel mit dem Begriff „Schwulenhasser“ am Merchstand hinterlegt zu haben. Des Weiteren warf er Nielsen vor, während der Tournee tagtäglich schlecht über ihn und seine Band gesprochen zu haben wenn er auf der Bühne stand.

### Vorfälle auf Konzerten
Bei einem Konzert im australischen Perth im April 2015 wurde Fronzak von einem Konzertbesucher auf der Bühne angegangen. Dieser beschuldigte einen unbeteiligten Zuschauer, entschuldigte sich später. Bei einem Konzert im Jahr 2018 warf Fronzak den Mikrofonständer in Richtung der Sicherheitsleute, da er davon ausging, dass diese Zuschauer in der Menge angegriffen hätten.

### CalloutundCallout 2
Auf dem im Jahr 2013 herausgegebenen Album About That Life befindet sich das Lied Callout. In diesem greift er mehrere Musiker, darunter Jonny Craig, Ronnie Radke, Mike Reynolds und Christofer Drew, aus verschiedenen Gründen an. Fünf Jahre später, im Jahr 2018, griff Fronzak in seinem Lied Callout 2 mehr als 50 prominente Persönlichkeiten an, beispielsweise Logan Paul, Kim Kardashian, Denis Stoff, Danny Worsnop, Jeffree Star, Martin Skhreli und Harvey Weinstein. Dies zog einige Reaktionen, sowohl innerhalb der Szene als auch im Umfeld der betroffenen Personen nach sich. Fronzak gab wenige Tage nach der Veröffentlichung des Stückes dessen Hintergrund bekannt.

### Vorwürfe des sexuellen Missbrauchs
Am 19. Juni 2020 wurde Fronzak von einer Frau der sexuallen Nötigung und Grooming bezichtigt. Er erklärte in seinem Statement, dass diese Person von seiner ehemaligen Freundin angestiftet wurde, seinen Namen zu ruinieren.

## Diskografie

### Mit Bone Crew
- 2018: Bone Crew (EP, Stay Sick Recordings)

### Als Fronzilla
- 2015: Party People´s Anthem (Album, Artery Recordings)

### Als Gastmusiker
- 2011: La Flama Blanca aus der The Grind EP von From the Embrace
- 2012: Bathed in Salt aus dem Album Boundaries von In Dying Arms
- 2012: Mimic aus dem Album Red.White.Green von Upon a Burning Body
- 2013: Love, Sex, Riot aus der Black Diamonds EP von Issues
- 2013: The Best There Ever Was aus dem Album Feel von Sleeping with Sirens
- 2017: The Scene aus dem Album The Scene von Electric Callboy
- 2017: Self Ownership aus dem Album Veracity von Backwordz
- 2017: Prey von Cross Your Fingers
- 2018: Private Paradise aus dem Album Arms von Annisokay

## Wissenswertes
- Fronz war in einer Episode der Sendung MTV Made zu sehen.[17]